# 劉溥 (天順進士)
劉溥（1424年—？），字大濟，山東濟南府武定州人，明朝政治人物。進士出身。

## 生平
山東鄉試第五十□名。天順元年（1457年）丁丑科會試第一百九十六名，殿試登進士第三甲第三十九名。

## 家族
曾祖父劉文理，曾任我課馬大□。祖父劉昇。父亲劉祥，曾任州吏目。